# 多瘤小光壳炱
多瘤小光壳炱（学名：Asteridiella verrucosa）是属于小煤炱目小煤炱科小光壳炱属的一种真菌，寄生在交让木属植物上。该种分布于中国、越南。